# (21564) Widmanstätten
(21564) Widmanstätten ist ein Asteroid des Hauptgürtels, der am 26. August 1998 vom belgischen Astronomen Eric Walter Elst am La-Silla-Observatorium (IAU-Code 809) der Europäischen Südsternwarte in Chile entdeckt wurde.
Der Asteroid wurde am 2. April 2007 nach dem österreichischen Naturwissenschaftler Alois von Beckh-Widmanstätten (1754–1849) benannt, der durch Ätzen von Meteoriten mittels Salpetersäure typische Strukturen erzeugte. Diese als Widmanstättensche Figuren bekannt gewordenen Muster dienen als Nachweis, dass es sich bei einer Eisenprobe um Meteoriteneisen handelt.